# Pastel de chocolate sin harina

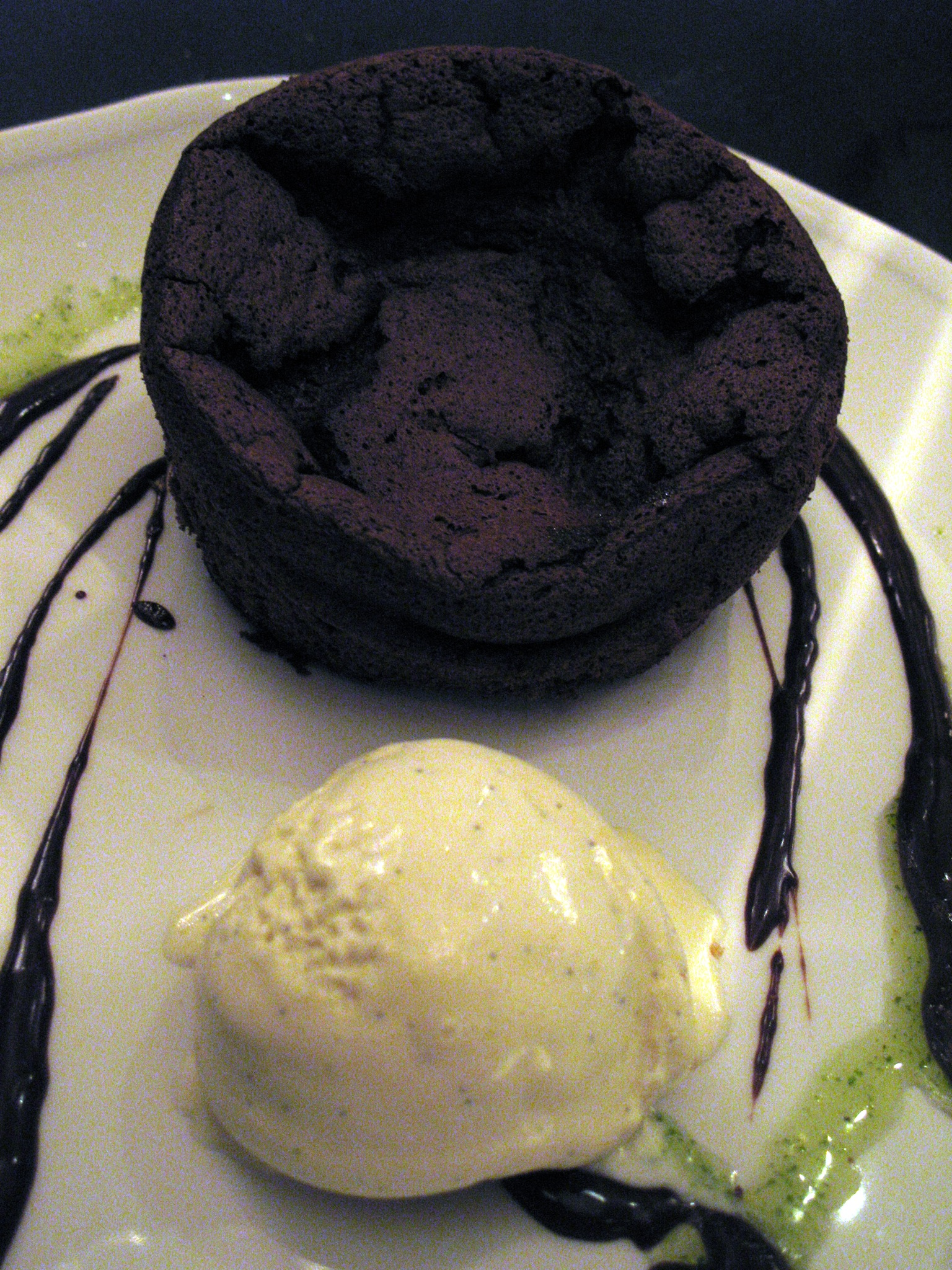
Pastel de chocolate sin harina.

Un pastel de chocolate sin harina es un tipo de pastel hecho de una crema de chocolate aireado. Se prepara con una espuma de huevo en una forma similar a una torta Genovesa, utilizando una baja temperatura del chocolate derretido para estabilizar la proteína de la matriz (que contiene sólo el almidón presente de forma natural en el chocolate) y luego se cocina en un Baño María.
Un pastel similar con un poco o nada de harina en que la matriz del huevo que se permite colapsar es conocido como chocolate "caído" o "fundido" y fue popularizado por, entre otros, los restaurantes de Jean-Georges Vongerichten.